# 荘佳容
荘 佳容（チュアン・チアユン、1985年1月10日 - ）は、台湾・高雄市出身の元女子プロテニス選手。同僚の詹詠然とペアを組み、2007年の全豪オープンと全米オープン女子ダブルスで準優勝した選手である。身長168cm、体重60kg。右利き、バックハンド・ストロークは両手打ち。ダブルスでツアー通算22勝を挙げる。自己最高ランキングはシングルス177位、ダブルス5位。

## 来歴
荘佳容は4歳年下の詹詠然ほどシングルスの得意な選手ではないが、キャリアを通じてダブルスに優れた力量を発揮してきた。女子テニス国別対抗戦・フェドカップの台湾代表選手としても、シングルスに比べて、ダブルスの分野で高い勝率を出している。

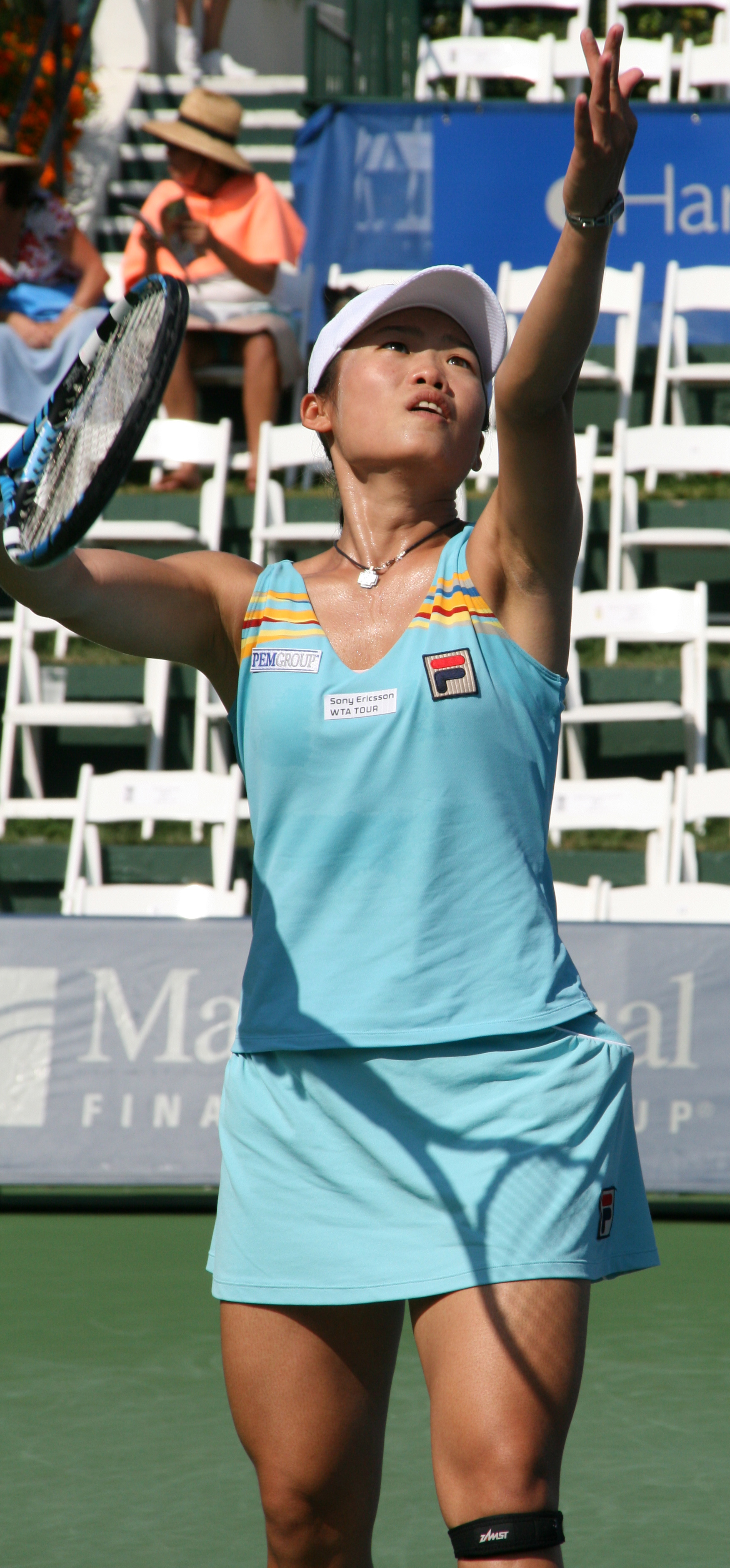
2007年アキュラ・クラシックにて

7歳からテニスを始める。2001年にプロ入りし、その年から女子テニス国別対抗戦・フェドカップの台湾代表選手になった。荘は2004年の全豪オープンで4大大会シングルスに初出場したが、1回戦で第4シードのアメリ・モレスモに 1-6, 0-6 と完敗した。現時点では、これが彼女の唯一の4大大会本戦出場である。これまで荘はいろいろなパートナーとダブルスを組み、2005年は日本の藤原里華とも何度かペアを組んだ。2006年の全豪オープンでは、荘と藤原は女子ダブルス1回戦で敗退している。その後、荘は4歳年下の詹詠然とペアを組むことが多くなり、2人は2006年10月のジャパン・オープン女子ダブルスで準優勝した。荘と詹はダブルス準決勝で第1シードのビルヒニア・ルアノ・パスクアル&パオラ・スアレス組を破ったが、決勝でバニア・キング&エレナ・コスタニッチ組に敗れて準優勝になっている。
荘佳容と詹詠然は、2007年全豪オープンの女子ダブルスで準優勝した。荘はシングルスでは予選1回戦で敗退したが、詹と組んだ女子ダブルス準決勝で前年度優勝の中国ペア、鄭潔&晏紫組を 6-3, 6-4 で破り、台湾出身のテニス選手として初の4大大会決勝戦に進出した。2人は決勝で第3シードのリーゼル・フーバー&カーラ・ブラックと対戦し、第2セットのタイブレークを奪う健闘を見せたが、結局 4-6, 7-6, 1-6 で敗れて準優勝に終わった。2人は2007年全米オープンでも女子ダブルス決勝に進んだが、ディナラ・サフィナ&ナタリー・ドシー組に 4-6, 2-6 で敗れ、ここでも優勝を逃した。荘は2007年に女子ツアーのダブルスで年間「6勝」を記録したが、そのうち4つを詹と、2つを謝淑薇とのコンビで獲得した。
荘佳容と詹詠然は、北京五輪の女子ダブルスで第3シードとなったが2回戦で、イタリア代表のフラビア・ペンネッタ&フランチェスカ・スキアボーネ組に 6-7, 6-1, 6-8 で競り負けた。

## WTAツアー決勝進出結果

### ダブルス: 36回 (22勝14敗)
| 大会グレード          | 大会グレード                 |
| 2008年以前            | 2009年以後                   |
| --------------------- | ---------------------------- |
| グランドスラム (0–2)  |                              |
| WTAファイナルズ (0–0) |                              |
| ティア I (1–1)        | プレミア・マンダトリー (1-0) |
| ティア I (1–1)        | プレミア5 (0-0)              |
| ティア II (2–1)       | プレミア (3–2)               |
| ティア III (3–2)      | インターナショナル (8–2)     |
| ティア IV ＆ V (4–4)  | インターナショナル (8–2)     |

| 結果   | No. | 決勝日         | 大会                 | サーフェス | パートナー                 | 対戦相手                                                    | スコア                 |
| ------ | --- | -------------- | -------------------- | ---------- | -------------------------- | ----------------------------------------------------------- | ---------------------- |
| 準優勝 | 1.  | 2004年10月3日  | ソウル               | ハード     | 謝淑薇                     | 田美螺 趙倫貞                                               | 3-6, 6-1, 5-7          |
| 優勝   | 1.  | 2005年10月2日  | ソウル               | ハード     | 詹詠然                     | ジル・クレイバス ナタリー・グランディン                     | 6–2, 6–4               |
| 準優勝 | 2.  | 2006年10月1日  | ソウル               | ハード     | マリアナ・ディアス＝オリバ | ビルヒニア・ルアノ・パスクアル パオラ・スアレス             | 2-6, 3-6               |
| 準優勝 | 3.  | 2006年10月8日  | 東京                 | ハード     | 詹詠然                     | バニア・キング エレナ・コスタニッチ                         | 6-7(2), 7-5, 2-6       |
| 準優勝 | 4.  | 2007年1月27日  | 全豪オープン         | ハード     | 詹詠然                     | カーラ・ブラック リーゼル・フーバー                         | 4-6, 7-6(4), 1-6       |
| 準優勝 | 5.  | 2007年2月11日  | パタヤ               | ハード     | 詹詠然                     | ニコル・プラット マラ・サンタンジェロ                       | 4-6, 6-7(4)            |
| 優勝   | 2.  | 2007年2月18日  | バンガロール         | ハード     | 詹詠然                     | アーラ・クドゥリャフツェワ 謝淑薇                           | 6–7(4), 6–2, [11–9]    |
| 準優勝 | 6.  | 2007年3月18日  | インディアンウェルズ | ハード     | 詹詠然                     | リサ・レイモンド サマンサ・ストーサー                       | 3-6, 5-7               |
| 優勝   | 3.  | 2007年6月17日  | バーミンガム         | 芝         | 詹詠然                     | 孫甜甜 メイレン・ツー                                       | 7–6(3), 6–3            |
| 優勝   | 4.  | 2007年6月23日  | スヘルトーヘンボス   | 芝         | 詹詠然                     | アナベル・メディナ・ガリゲス ビルヒニア・ルアノ・パスクアル | 7–5, 6–2               |
| 準優勝 | 7.  | 2007年9月9日   | 全米オープン         | ハード     | 詹詠然                     | ナタリー・ドシー ディナラ・サフィナ                         | 4-6, 2-6               |
| 優勝   | 5.  | 2007年9月23日  | 北京                 | ハード     | 謝淑薇                     | 韓馨蘊 徐一幡                                               | 7–6(2), 6–3            |
| 優勝   | 6.  | 2007年9月30日  | ソウル               | ハード     | 謝淑薇                     | エレニ・ダニリドゥ ヤスミン・ヴェール                       | 6–2, 6–2               |
| 準優勝 | 8.  | 2007年10月7日  | 東京                 | ハード     | バニア・キング             | 孫甜甜 晏紫                                                 | 6-1, 2-6, [6-10]       |
| 優勝   | 7.  | 2008年2月10日  | パタヤ               | ハード     | 詹詠然                     | 謝淑薇 バニア・キング                                       | 6–4, 6–3               |
| 準優勝 | 9.  | 2008年3月9日   | バンガロール         | ハード     | 詹詠然                     | 彭帥 孫甜甜                                                 | 4-6, 7-5, [8-10]       |
| 優勝   | 8.  | 2008年5月18日  | ローマ               | クレー     | 詹詠然                     | イベタ・ベネソバ ヤネッテ・フサロバ                         | 7–6(5), 6–3            |
| 準優勝 | 10. | 2008年5月24日  | ストラスブール       | クレー     | 詹詠然                     | 晏紫 タチアナ・ペレビニス                                   | 4-6, 7-6(3), [6-10]    |
| 優勝   | 9.  | 2008年7月27日  | ロサンゼルス         | ハード     | 詹詠然                     | ブラディミラ・ウーリロバ エバ・ハルディノバ                 | 2–6, 7–5, [10–4]       |
| 優勝   | 10. | 2008年9月28日  | ソウル               | ハード     | 謝淑薇                     | ベラ・ドゥシェビナ マリア・キリレンコ                       | 6–3, 6–0               |
| 優勝   | 11. | 2009年4月12日  | ポンテベドラビーチ   | クレー     | サニア・ミルザ             | クベタ・ペシュケ リサ・レイモンド                           | 6–3, 4–6, [10–7]       |
| 優勝   | 12. | 2009年8月9日   | ロサンゼルス         | ハード     | 晏紫                       | マリア・キリレンコ アグニエシュカ・ラドワンスカ             | 6–0, 4–6, [10–7]       |
| 優勝   | 13. | 2009年10月18日 | 大阪                 | ハード     | リサ・レイモンド           | シャネル・シェパーズ アビゲイル・スピアーズ                 | 6–2, 6–4               |
| 優勝   | 14. | 2010年1月16日  | ホバート             | ハード     | クベタ・ペシュケ           | 詹詠然 モニカ・ニクレスク                                   | 3–6, 6–3, [10–7]       |
| 準優勝 | 11. | 2010年4月11日  | ポンテベドラビーチ   | クレー     | 彭帥                       | ベサニー・マテック＝サンズ 晏紫                             | 6-4, 4-6, [8-10]       |
| 優勝   | 15. | 2010年10月9日  | 北京                 | ハード     | オリガ・ゴボルツォワ       | ヒセラ・ドゥルコ フラビア・ペンネッタ                       | 7–6(2), 1–6, [10–7]    |
| 優勝   | 16. | 2011年5月21日  | ストラスブール       | クレー     | アクグル・アマンムラドワ   | ナタリー・グランディン ブラディミラ・ウーリロバ             | 6–4, 5–7 [10–2]        |
| 優勝   | 17. | 2011年8月27日  | ニューヘイブン       | ハード     | オリガ・ゴボルツォワ       | サラ・エラニ ロベルタ・ビンチ                               | 7-5, 6-2               |
| 準優勝 | 12. | 2012年1月14日  | ホバート             | ハード     | マリナ・エラコビッチ       | イリーナ＝カメリア・ベグ モニカ・ニクレスク                 | 7-6(4), 6-7(4), [5-10] |
| 優勝   | 18. | 2012年3月5日   | クアラルンプール     | ハード     | 張凱貞                     | 詹皓晴 藤原里華                                             | 7–5, 6–4               |
| 優勝   | 19. | 2012年5月5日   | エストリル           | クレー     | 張帥                       | ヤロスラワ・シュウェドワ ガリナ・ボスコボワ                 | 4-6, 6-1, [11-9]       |
| 優勝   | 20. | 2014年9月20日  | 広州                 | ハード     | 梁晨                       | アリーゼ・コルネ マグダ・リネッテ                           | 2–6, 7–6(3), [10–7]    |
| 優勝   | 21. | 2015年5月23日  | ストラスブール       | クレー     | 梁晨                       | ナディヤ・キチェノク 鄭賽賽                                 | 4–6, 6–4, [12–10]      |
| 準優勝 | 13. | 2015年8月29日  | ニューヘイブン       | ハード     | 梁晨                       | ユリア・ゲルゲス ルーシー・ハラデツカ                       | 3–6, 1–6               |
| 優勝   | 22. | 2016年2月20日  | ドバイ               | ハード     | ダリヤ・ユラク             | キャロリン・ガルシア クリスティナ・ムラデノビッチ           | 6–4, 6–4               |
| 準優勝 | 14. | 2016年8月27日  | ニューヘイブン       | ハード     | カテリナ・ボンダレンコ     | サニア・ミルザ モニカ・ニクレスク                           | 5–7, 4–6               |